# Schlag (Hundezucht)
Der Begriff Schlag wird zur Unterteilung von Hunderassen benutzt. Man unterscheidet zum Beispiel leichte und schwere Schläge innerhalb einer Rasse, also Zuchtlinien, die sich bezüglich der Körpermasse klar unterscheiden. Ein häufiges Unterscheidungsmerkmal ist die Fellstruktur, z. B. rauhaarig vs. glatthaarig. So spricht man insbesondere von verschiedenen Farbschlägen bei genetisch gefestigten unterschiedlichen Färbungen ein und derselben Rasse. Bei den Jagdhunden spricht man von einem kalten Schlag, wenn die entsprechenden Zuchtlinien nicht für die Jagd verwendet werden. Eine objektive Abgrenzung zur Bezeichnung Rasse ist schwierig bis unmöglich, da es keine klare Definition dafür gibt, ab welchem Ausmaß von Unterschieden von verschiedenen Rassen gesprochen werden kann. Zum Beispiel wurde der Fox Terrier in eine glatthaarige und eine rauhaarige Rasse aufgeteilt, während bei den Rassen Parson Russell Terrier und Jack Russell Terrier jeweils beide Haarvarianten innerhalb eines Rassestandards erlaubt sind. Seit 1987 ist in der FCI für Unterabteilungen innerhalb einer Rasse der Begriff Varietät üblich.  
Als Landschläge bezeichnet man dagegen natürlich gebildete geografische Sonderformen von Haushunden, die sich in mehreren Merkmalen von anderen Sonderformen unterscheiden, aber meist noch eine recht große Variabilität der Merkmale aufweisen. Diese natürlichen Sonderformen sind nicht einheitlich, echte Hunderassen entstanden erst durch Zucht in sexueller Isolation.